# Passeport gilbertin
Le passeport gilbertin (en gilbertin : Bwatiboti ni Kiribati) est un document de voyage international délivré aux ressortissants des Kiribati, et qui peut aussi servir de preuve de la citoyenneté gilbertine.

## Liste des pays sans visa ou visa à l'arrivée
Un accord entre l’Union européenne et les Kiribati signé en 2016 prévoit une exemption de visas réciproque pour des séjours de moins de 90 jours sur des périodes de 180 jours.